# Paul Étienne de Villiers du Terrage
Paul-Étienne, vicomte de Villiers du Terrage (24 janvier 1774, Versailles - 20 décembre 1858, Tours) est un haut fonctionnaire et homme politique français.

## Biographie
Fils de Marc Étienne de Villiers du Terrage (1752-1819), avocat au parlement et premier commis des finances, et de Suzanne Rose de Villantroys, il est le frère d'Édouard de Villiers du Terrage. Il entre au ministère de l'Intérieur le 1er janvier 1792. 
Il sert comme artilleur dans la 26e demi-brigade de 1793 à 1797, et passe successivement inspecteur divisionnaire des subsistances militaires à l'armée des côtes en frimaire an VI, chef du secrétariat particulier du ministère de la Police en thermidor en VII, inspecteur principal des subsistances militaires en l'an X, commissaire général de police dans les ports de la Manche et du Pas-de-Calais en germinal an XII, puis directeur général de la Police en Hollande de 1810 à 1813.
Préfet de la Mayenne durant les Cent-Jours, il est nommé préfet des Pyrénées-Orientales en juillet 1815, sous la Seconde Restauration. Il est alors à l'origine de la création du Mémorial administratif des Pyrénées-Orientales, premier journal de ce département. Il passe préfet du Doubs en 1818, puis du Gard en 1820. Il entre au Conseil d'État comme maître des requêtes en 1824, puis conseiller d'État. En 1830, il est nommé préfet du Nord.
Il fut admis à la dignité de Pair de France le 3 octobre 1837, et quitta la vie politique après la révolution de 1848.
Il est inhumé au cimetière du Père-Lachaise (23e division).
Sa fille cadette Pauline-Olympe-Clémentine de Villiers du Terrage (1809-1904) épousa le fils du baron Louis-Marie Auvray.

## Décorations et distinctions
- Chevalier de l'Empire : 21 décembre 1808
- Vicomte : 26 février 1825
- Commandeur de la Légion d'honneur : 26 mai 1837
- Chevalier de l'ordre de Charles III d'Espagne

## Publications
- Résumé chronologique de l'histoire universelle (1815)
- Loisir d'un magistrat (1831)
- Poésies morales et historiques (1836)